# Dayton, Pennsylvania
Dayton är en kommun av typen borough i Armstrong County i Pennsylvania. Vid 2010 års folkräkning hade Dayton 553 invånare.